# Lúcio
Lucimar Ferreira da Silva (Brasília, 8. svibnja 1978.), poznatiji kao Lúcio, bivši je brazilski nogometaš. Centralni je branič, sklon čestom igranju glavom (skokovima) i odlascima u napad.
Lúcio je svoju profesionalnu nogometnu karijeru započeo 1997. godine u jednom od brazilskih najvećih i najpoznatijih klubova – Internacionalu. Nakon što je u klubu proveo tri godine, prešao je u njemački klub Bayer Leverkusen s kojim je 2002. godine igrao u finalu Lige prvaka protiv Real Madrida. Utakmicu je na kraju dobio Real Madrid rezultatom 2:1. Godine 2004., Lúcio je prešao u Bayern München s kojim je osvojio tri naslova prvaka Njemačke i jedan njemački kup. Budući da trener Louis Van Gaal za njega nije imao mjesto u prvoj momčadi, Lúcio je odlučio potražiti novi klub. U ljeto 2009. godine prešao je u talijanski Inter. 
S reprezentacijom Brazila, Lúcio je postigao velike uspjehe koji uključuju osvajanje Svjetskog nogometnog prvenstva 2002. godine u Japanu i Južnoj Koreji te osvajanje Kupa Konfederacija 2009. godine.

## Klupska karijera

### Internacional
Lúcio je igrao u mladim naraštajima za klubove Planaltina i Guará prije nego što je potpisao svoj prvi profesionalni ugovor za klub Internacional 1997. godine.

### Bayer Leverkusen
U siječnju 2001. godine, Lucio je došao u Bundesligu igrati za Bayer Leverkusen. Sljedeća sezona ostavila je gorak okus svim igračima i navijačima tog njemačkog kluba, budući je Bayer ispustio prednost od pet bodova koju je imao do pred kraj sezone ispred Borussije Dortmund za kojom je na kraju zaostao samo jedan bod u borbi za naslov njemačkog prvaka. U njemačkom kupu doživjeli su poraz od 4-2 protiv Schalkea, a također su izgubili i u finalu Lige prvaka protiv Real Madrida u kojem je upravo Lúcio bio strijelac izjednačujućeg pogotka. Ipak, Real Madrid na kraju je odnio pobjedu i pokal u Španjolsku rezultatom 2:1. Unatoč tim velikim razočarenjima na kraju sezone, impresivne igre Lúcija privukle su pažnju velikih europskih klubova. U srpnju 2003. godine talijanski klub Roma pokušao je kupiti Lúcija, ali bez uspjeha.

### Bayern München
Godine 2004. Lucio se pridružio Bayern Münchenu gdje će ostati šest godina i postati važnim dijelom momčadi. Nakon odlaska Olivera Kahna u mirovinu 2008. godine, Nizozemac Mark van Bommel proglašen je kapetanom, a Lúcio prvom zamjenom kapetana. U utakmici osmine finala Lige prvaka u sezoni 2006./07. protiv Real Madrida, Lucio je postigao jedini pogodak u 66. minuti pa je Bayern pobijedio rezultatom 1:0. Taj ih je gol, pokazat će se, doveo i do četvrt-finala (uzvrat u Madridu završio je rezultatom 0:0) gdje su izbačeni od kasnijih prvaka Milana. U njemačkom kupu, u sezoni 2008-09, zabio je pogodak u četvrt-finalu protiv svog bivšeg kluba Bayer Leverkusena. Međutim, taj gol nije ništa značio budući je Bayern izgubio utakmicu rezultatom 4:2. 

### Internazionale
Dana 16. srpnja 2009. godine, Lúcio je prešao u talijanski klub Internazionale, potpisavši trogodišnji ugovor za talijanske prvake. Prvi gol za svoj novi klub postigao je 23. rujna 2009. godine u utakmici protiv Napolija. Gol je zabio glavom, nakon kornera. Lucio je također zabio i auto-gol u utakmici Lige prvaka u skupini protiv Dinamo Kijeva koja je na kraju završila neodlučenim rezultatom. Dne 22. svibnja 2010. godine Lucio je bio u prvoj momčadi u finalu Lige prvaka kojeg je Inter dobio pobjedom protiv njegovog bivšeg kluba Bayern Münchena rezultatom 2-0. Na taj način Inter je osvojio povijesnu trostruku krunu (talijanska liga, talijanski kup i Liga prvaka) i došao do europskog klupskog naslova prvi put nakon 45 godina.

### Juventus
Nakon što je krajem 2011./12. sezone Lúcio raskinuo ugovor s milanskim Interom, kao slobodan igrač prešao je u redove aktualnog talijanskog prvaka, Juventusa. Na početku priprema s Juventusom, 15. srpnja 2012. godine Lúcio je u intervjuu izjavio kako je jasan broj Juventusovih naslova prvaka, a to je 30, iako je u prošlosti bio član Intera.

## Međunarodna karijera
Na svjetskom nogometnom prvenstvu u Japanu i Južnoj Koreji 2002. godine u četvrtfinalnoj utakmici protiv Engleske, Lúcio je napravio pogrešku koja je rezultirala pogotkom Michaela Owena za vodstvo Engleske momčadi. Tadašnji izbornik brazilske nogometne reprezentacije, Luiz Felipe Scolari nakon utakmice ga je branio jer Lúcio do tada nije napravio niti jednu jedinu pogrešku. Na istom svjetskom prvenstvu odigrao je svih 630 minuta (od prve utakmice pa sve do finala koje je Brazil dobio protiv Njemačke), zajedno s golmanom Marcosom i kapetanom Cafuom. 
Za mladu reprezentaciju Brazila igrao je na Olimpijskim igrama 2000. godine.
Na svjetskom nogometnom prvenstvu 2006. godine u Njemačkoj postigao je rekord odigravši 386 minuta za redom bez počinjenog prekršaja kojeg je prekinuo tek u četvrtfinalnom ogledu protiv Francuske kojeg je Brazil izgubio rezultatom 1:0.
U kolovozu 2006. godine tadašnji kapetan Dunga dodijelio je Lúciju kapetansku vrpcu. 
Njegovo sljedeće veliko međunarodno natjecanje bilo je Kup Konfederacija 2009. godine. Dana 28. lipnja 2009. godine zabio je pobjedonosni pogodak u 84. minuti utakmice u finalu protiv SAD-a. Gol je postigao iz kornera kojeg je izveo Elano.
Svjetsko nogometno prvenstvo u Južnoj Africi 2010. godine bilo je treće za Lucija. I na tom svjetskom prvenstvu Brazil je zaustavljen u četvrtfinalu, ovaj put protiv Nizozemske rezultatom 2:1. 

## Privatni život
Lúcio je oženjen za Dionu s kojom ima troje djece: Victoriju, Joao Vitora i Valentinnu. 
Lúcio je evanđelistički kršćanin i često govori o tome kako mu vjera pomaže u privatnom i profesionalnom životu.

## Vanjske poveznice
- Profil na Transfermarktu
- Profil na Soccerwayu